# 哈奇端站
哈奇端站（英語：Hatch End railway station）是伦敦地上铁沃特福德直流电铁线的一座车站，位于伦敦的哈羅區，属于第6收费区。

## 概況
本站位於哈奇端，拥有2个站台，之间用天桥连接。其中北行列車停靠站台擁有售票處和咖啡廳，站內安裝有驗票閘門。本站原有一島式月台，但在1963年被關閉。
2007年，本站增加了咖啡廳，提供飲料、零食和報紙服務。後又增加了2臺自動售票機，可以購買去往英國國內各地的火車票。

## 歷史
1842年（一說1844年），本站開通，車站名稱為平納站，為西海岸主線的一部分。1897年1月1日，車站名稱更改為平納和哈奇端站。1917年4月16日，倫敦地鐵貝克盧線接管了本站。1920年2月1日，本站改名為哈奇端（平納）站。1956年5月11日，本站改為現在名稱。1982年9月24日，倫敦地鐵貝克盧線不再營運此站，車站被英国国营铁路公司租用至今。

## 列車服務
經過本站的列車為20分鐘一班（除了清晨及深夜），到達尤斯顿站需要38分，到達沃特福德交汇站需要11分。

## 其他
由於伦敦地铁贝克卢线將在2025年左右大量更新車輛，預計屆時伦敦地铁贝克卢线將重新服務沃特福德直流电铁线和本站，而倫敦地上鐵亦將撤回在此路線和本站的服務。